# Boden (gemeente)
Boden (['bu:dən]) (Samisch: Suttes, Meänkieli: Puuti of Putas) is een Zweedse gemeente (Zweeds: kommun) in het historische landschap Norrbotten en de tegenwoordige provincie Norrbottens län. Boden is tevens de naam van de hoofdplaats van deze gemeente, die een belangrijke garnizoensstad is. De gemeente heeft een totale oppervlakte van 4321,0 km² en telde eind 2007 27.838 inwoners.

## Vesting Boden
Tot laat in de 19e eeuw was er weinig militair belang bij Norrland. Het ruwe terrein en ongunstige klimatologische omstandigheden maakten een buitenlandse invasie onrealistisch. Na de ontdekking van rijke ijzerertslagen in Kiruna en de ontwikkeling van het Zweedse spoorwegnet, met name de ertslijn tussen Luleå en Narvik veranderde het economische en militaire belang. Rond 1890 stelde de Zweedse generale staf voor om een vesting voor de verdediging van Norrland te bouwen. Boden, waar belangrijke spoorwegen bij elkaar kwamen, was een geschikte locatie. In 1901 werd met de bouw van Vesting Boden begonnen. In een straal van 25 kilometer werden rondom Boden vijf grote forten, Degerberget, Mjösjöberget, Gammelängsberget, Södra Åberget en Rödberget, gebouwd en diverse andere militaire gebouwen. De grote forten werden rond 1908 allemaal opgeleverd. Pas aan het eind van de 20e eeuw zijn de forten weer uit dienst gesteld al zijn ze wel gemoderniseerd tijdens de gebruiksperiode.

## Plaatsen

### Tätorter
Boden telt 6 Tätorter:
| Nr | Tätort       | Inwoneraantal (2005) |
| -- | ------------ | -------------------- |
| 1  | Boden        | 18 680               |
| 2  | Sävast       | 3 121                |
| 3  | Harads       | 558                  |
| 4  | Unbyn        | 481                  |
| 5  | Vittjärv     | 429                  |
| 6  | Bodträskfors | 205                  |

### Småorter
Boden telt 15 småorter:
| Nr | Småort                       | Inwoneraantal (2005) |
| -- | ---------------------------- | -------------------- |
| 1  | Svartlå                      | 197                  |
| 2  | Södra Bredåker               | 195                  |
| 3  | Gunnarsbyn                   | 169                  |
| 4  | Norra Bredåker               | 137                  |
| 4  | Sörbyn                       | 137                  |
| 6  | Degerbäcken                  | 120                  |
| 7  | Brännberg                    | 114                  |
| 8  | Österåker                    | 84                   |
| 9  | Svartbjörnsbyn (norra delen) | 72                   |
| 10 | Buddbyn (södra delen)        | 69                   |
| 11 | Buddbyn (norra delen)        | 67                   |
| 12 | Sävastnäs*                   | 59                   |
| 13 | Överstbyn                    | 57                   |
| 14 | Skogså                       | 54                   |
| 15 | Åbergstorp                   | 51                   |

*Deze Småort hoort officieel bij Sävast.

### Overige plaatsen
- Abramsån
- Åkerholmen
- Aldernäs
- Alträsk
- Åskogen
- Brobyn
- Flarken
- Forsnäs
- Forsträskhed
- Gemträsk
- Heden
- Hundsjö
- Inbyn
- Lakaträsk
- Lassbyn
- Lombäcken
- Mjedsjön
- Mockträsk
- Nedre Flåsjön
- Norra Svartbyn
- Norriån
- Notträsk
- Övre Flåsjön
- Råbäcken
- Rågraven
- Rasmyran
- Rödingsträsk
- Rörån
- Sandträsk en Gransjö
- Storsand
- Svartbäcken
- Södra Harads
- Valvträsk
- Vändträsk
- Vibbyn

Wijken: Södra Svartbyn, Trångfors

## Afbeeldingen

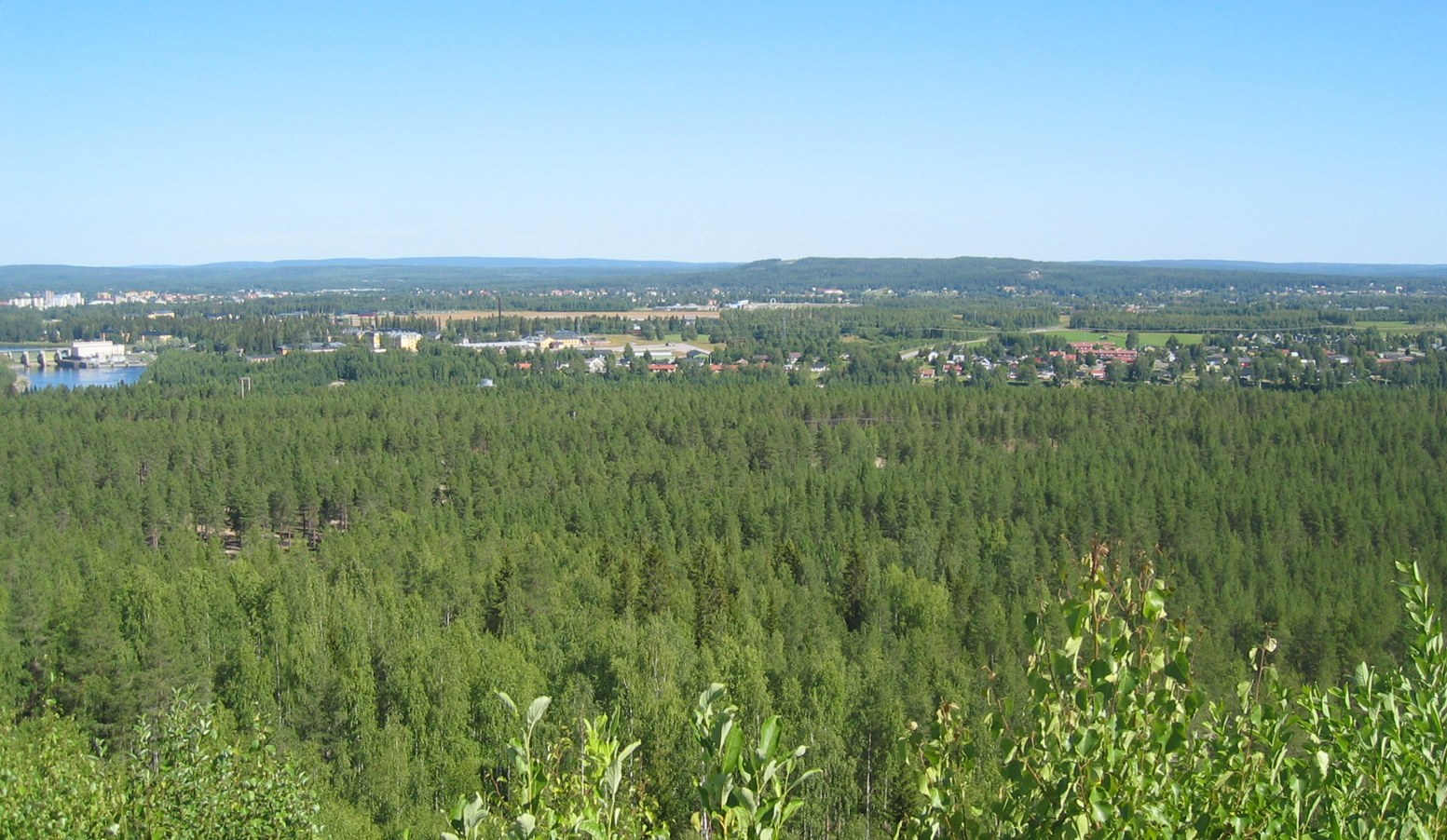
Uitzicht op Boden (2006)
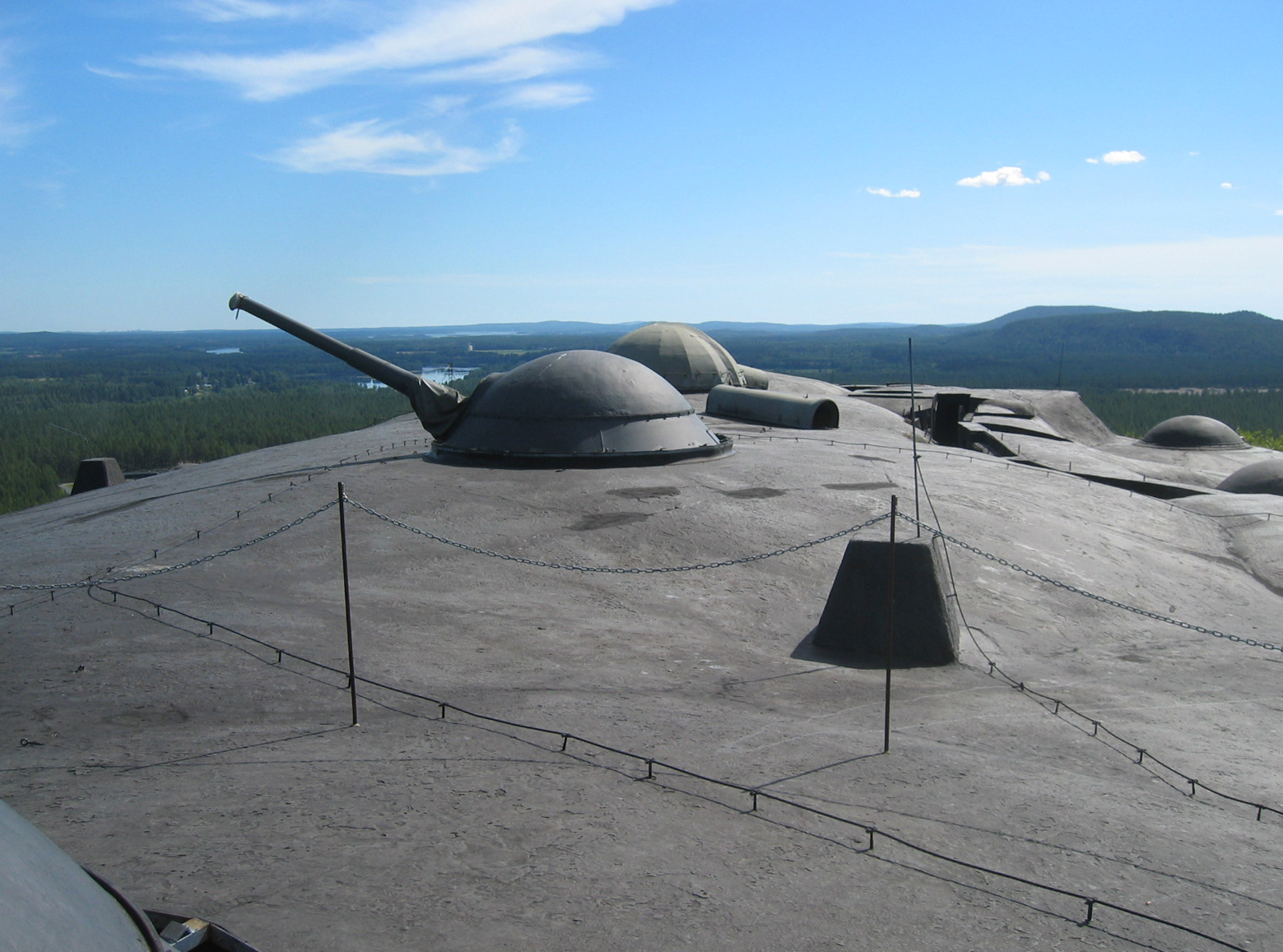
Rodbergsfortet van Vesting Boden (2006)

Arjeplog · Arvidsjaur · Boden · Gällivare · Haparanda · Jokkmokk · Kalix · Kiruna · Luleå · Pajala · Piteå · Älvbyn · Överkalix · Övertorneå
Bestuurscentrum: Boden (tätort)
Tätort: Bodträskfors · Gunnarsbyn · Harads · Sävast · Unbyn · Vittjärv
Småort: Åbergstorp · Brännberg · Bredåker · Buddbyn · Degerbäcken · Lakaträsk · Österåker · Överstbyn · Skogså · Sörbyn · Svartbjörnsbyn · Svartlå
Overig: Abramsån · Åkerholmen · Aldernäs · Alträsk · Åskogen · Brobyn · Flarken · Forsnäs · Forsträskhed · Gemträsk · Gransjö · Heden · Hundsjö · Inbyn · Lassbyn · Lombäcken · Mjedsjön · Mockträsk · Nedre Flåsjön · Norra Svartbyn · Norriån · Notträsk · Övre Flåsjön · Råbäcken · Rågraven · Rasmyran · Rödingsträsk · Rörån · Sandträsk · Skogså · Storsand · Svartbäcken · Södra Harads · Valvträsk · Vändträsk · Vibbyn
Wijk Boden: Södra Svartbyn en Trångfors